# West-Friesland (regio)
West-Friesland is een regio in het noorden van de provincie Noord-Holland, omsloten door de Westfriese Omringdijk en begrensd ten noorden door de Wieringermeer en de Zijpe, ten westen door Kennemerland en ten zuiden door de Schermer en de Beemster. Hoorn, Enkhuizen, Medemblik en Schagen zijn de belangrijkste plaatsen in de regio. Hoewel de binnenstad van Alkmaar buiten de Westfriese Omringdijk valt, liggen enkele nieuwbouwwijken van die stad wel binnen West-Friesland.

## Gemeenten
| Naam                                                              | Inwoners 22 november 2024                              |
| ----------------------------------------------------------------- | ------------------------------------------------------ |
| Alkmaar (slechts noordelijke nieuwbouw)                           | 112.304 ca. 54.120 binnen Westfriese Omringdijk (2021) |
| Dijk en Waard                                                     | 90.076                                                 |
| Drechterland                                                      | 20.496                                                 |
| Enkhuizen                                                         | 18.895                                                 |
| Hollands Kroon (slechts de voormalige gemeente Niedorp)           | 49.522 ca. 12.650 binnen Westfriese Omringdijk (2021)  |
| Hoorn                                                             | 75.645                                                 |
| Koggenland                                                        | 23.587                                                 |
| Medemblik                                                         | 46.002                                                 |
| Opmeer                                                            | 12.199                                                 |
| Schagen (slechts de voormalige gemeenten Schagen en Harenkarspel) | 47.744 ca. 35.025 binnen Westfriese Omringdijk (2021)  |
| Stede Broec                                                       | 22.217                                                 |

## Karakter
West-Friesland heeft voornamelijk een agrarisch karakter, met lange lintdorpen. Daarnaast is er een aantal grotere plaatsen zoals Hoorn (centrumfunctie voor West-Friesland), Heerhugowaard, Enkhuizen, Schagen en Medemblik. Hoewel Medemblik en Schagen de oudste steden zijn, hebben vooral Hoorn en Enkhuizen een historisch karakter, hetgeen zij te danken aan hun bloeiperiode ten tijde van de VOC. Heerhugowaard is daarentegen van oudsher een dorp gelegen in een droogmakerij, later aangemerkt als groeikern, inclusief VINEX-wijken.
De landbouwsector in West-Friesland bestaat voornamelijk uit melkveehouderijen en tuinbouw. Deze laatste sector vindt zijn oorsprong zowel in het westen (de Langedijk) als in het oosten (de Streek), van West-Friesland. Gelieerd aan de tuinbouw zijn de zaadbedrijven die tezamen de Seed Valley genoemd worden. 
Binnen de regio is ook de watersport van economisch belang, dit doordat de regio aan het IJsselmeer en het Markermeer ligt. De stad Medemblik heeft meerdere jachthavens en hier vindt tevens de Spa Regatta plaats, Enkhuizen en Hoorn hebben ook meerdere havens.

## Dialect

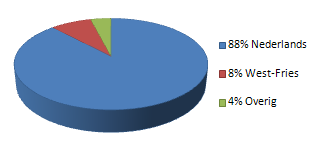
Gebruikte taal in percentages

In West-Friesland spreekt men van oudsher het West-Friese dialect. Behalve de dialecten van het eigenlijke West-Friesland binnen de omringdijk worden ook het Tessels en het Wierings als West-Fries beschouwd, zij het als conservatieve vormen van het dialect.
Het dialect kent variaties van dorp tot dorp, maar heeft opvallende algemene kenmerken, zoals het gebruik van sk- in plaats van sch-, het niet gebruiken van het prefix ge- bij het voltooid deelwoord (hij is naar skool weest) en andere grammaticale en lexicale opvallendheden. Over de plaats van het West-Fries in het Nederlandse taalgebied is veel discussie. Vaak wordt verwezen naar een aantal opvallende overeenkomsten met het Fries. Vanouds wordt er dan ook van uitgegaan dat het West-Fries een van Oudfries afgeleide taalvorm is, die veel meer dan het echte Fries door het Hollands is beïnvloed. Sommige spreken zelfs van een overgangsdialect. Andere taalwetenschappers noemen de overeenkomsten met het Fries eerder toevallig. In de 21e eeuw is nog veel discussie over de juiste indeling van het West-Friese dialect.

## Religie

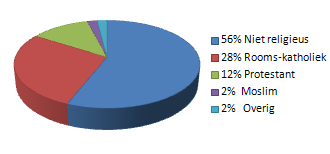
Religies in percentages

Zoals ook in andere delen van Nederland boven de rivieren, is het merendeel van de West-Friese bevolking niet religieus. Van de minderheid in West-Friesland die gelovig is, is de grootste groep gelovigen rooms-katholiek. West-Friesland, Twente en de Achterhoek zijn regio's buiten het zuiden van Nederland waar de rooms-katholieke kerk meer aanhangers heeft dan de protestantse kerken tezamen (alhoewel ook in die regio's het aantal niet-gelovigen de grootste groep is).
Na de rooms-katholieke kerk (28%) is in West Friesland de protestantse Kerk het grootst (12%). Daarna volgt de islam (2%) en overige geloven (2%).

## Historisch

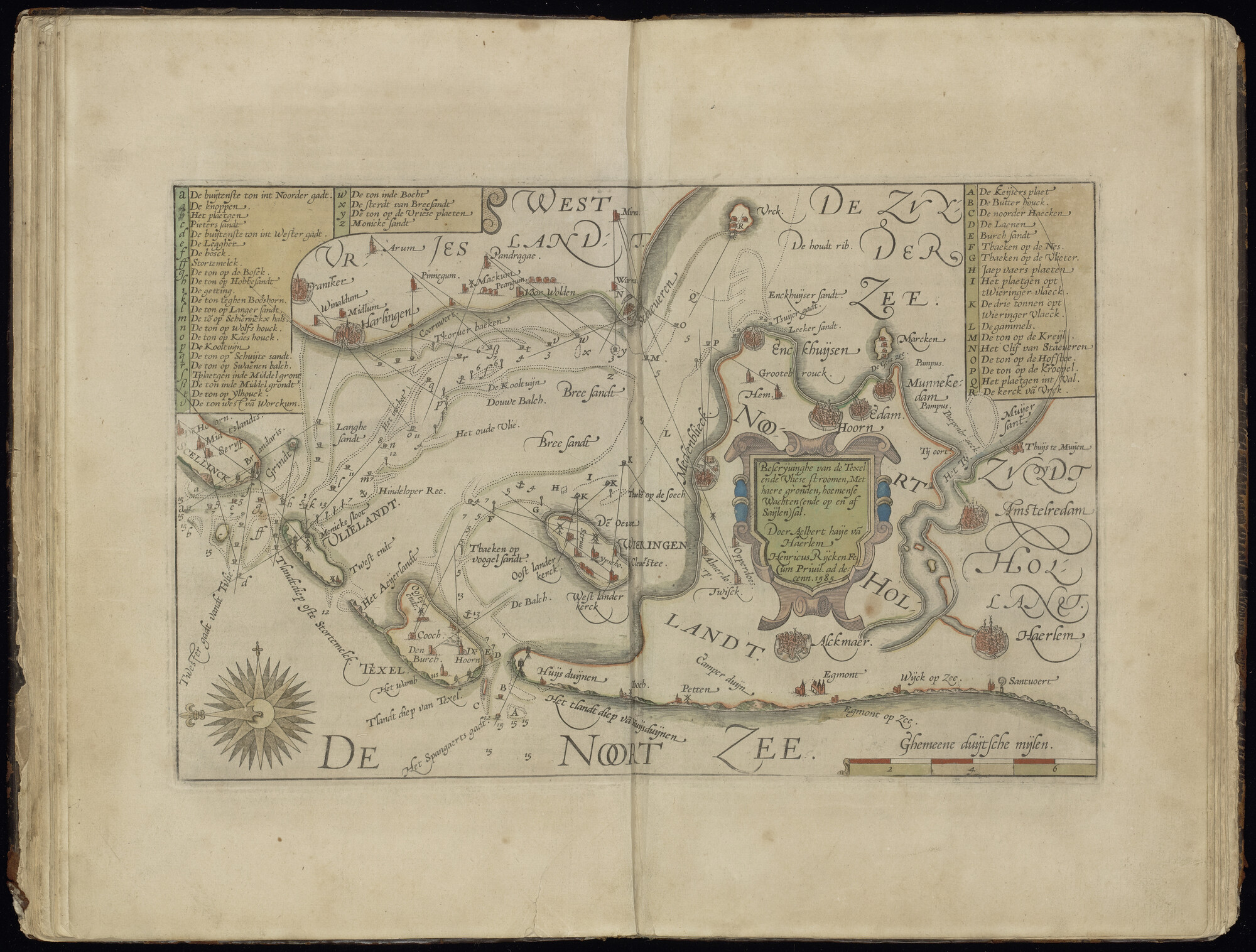
Op deze kaart uit 1585, vervaardigd door de cartograaf Albert Haeyen, ligt West Vrieslandt in Friesland. Het gebied dat tegenwoordig bekendstaat als West-Friesland wordt aangeduid met de naam Noort Hollandt.

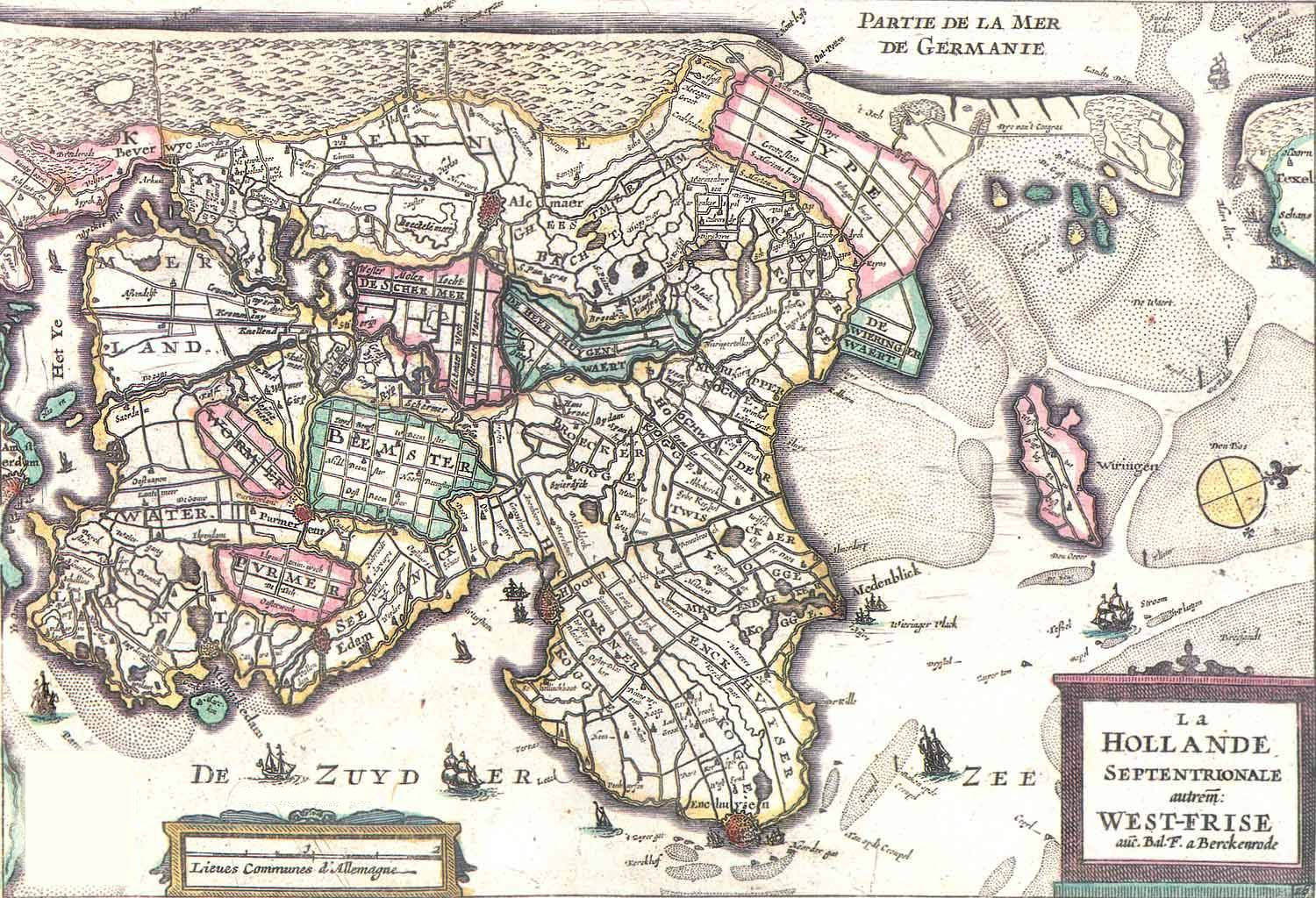
West-Friesland in de 17e eeuw

Een van de oudste sporen van bewoning in de regio is gedateerd in de Nieuwe Steentijd met de vondst van een skelet (Cees de steentijdman).
In de oudheid deelde de rivier het Flehi, die in de Waddenzee uitmondde, Friesland in een oostelijk en westelijk deel. Door kustafslag van het Almere verdween een deel van de gouw Westflinge.
Historisch is de betekenis van West-Friesland (of soortgelijke uitdrukkingen) meerdere malen verschoven.
In de Middeleeuwen werd het gebied tussen het Zwin en het Vlie vaak aangeduid als West-Frisia of Frisia ten westen van het Vlie. De eerste vermelding van West-Friesland onder deze naam, occidentalis Fresia, stamt uit 1101. Dit betreft echter een geografisch kleiner gebied ter onderscheiding van Holland, dat dat jaar ook voor het eerst genoemd wordt.
Vanaf de 11e eeuw was dit West-Friesland gedurende drie eeuwen een de facto autonome heerlijkheid, de Friese Vrijheid, aangezien de West-Friezen zich niet aan de graven van Holland wilden onderwerpen. Men spreekt in dit verband wel van een 'boerenrepubliek'. Nadat graaf Floris V West-Friesland veroverd had, volgden opstanden die onder graaf Jan I door Jan III van Renesse in 1297 met de slag bij Vronen werden onderdrukt. Sedert die tijd is West-Friesland een deel van het graafschap Holland. De naam West-Friesland wordt dan gebruikt voor de twee baljuwschappen binnen de Westfriese Omringdijk, de betekenis die het nu nog heeft, maar men duidde er ook wel het gehele Noorderkwartier buiten Kennemerland mee aan, zoals bij de Staten van Holland en West-Friesland.

## Volksgebruiken
In West-Friesland is vooral luilak nog een traditie die is behouden. Luilak valt altijd op de zaterdag voor Pinksteren en het gaat er vooral om de mensen wakker te maken door herrie te maken. Een tweede folkloristische traditie is het ringsteken, dat onder andere in deze regio vaak plaatsvindt. Het Nederlands kampioenschap ringsteken vindt traditiegetrouw plaats in de stad Hoorn. Ook wordt er nog altijd trouw op 11 november Sint-Maarten gelopen. Belangrijk is ook de jaarlijkse kermis, wat in West-Friesland ook vergezeld gaat met zelf georganiseerde "kermisborrels".

## Friese invloed
West-Friesland heeft lange tijd tot het Friese grondgebied behoord. Dit is terug te zien in het dialect, namen en nog een aantal kenmerken. De namen Iefje en Aafje zijn bijvoorbeeld echte West-Friese namen; deze namen stammen af van de Friese namen Iefke en Aafke. In het West-Friese dialect zijn ook veel overeenkomsten te vinden met de Friese taal, een paar voorbeelden zijn: algedurig (WF) en algeduerigen (FRY), beide woorden betekenen voortdurend. Ook is er het woord pop, dat zowel in het West-Fries als in het Fries baby betekent. 
Het typerende boerderijtype in West-Friesland is van oudsher de stolpboerderij. Dit type behoort tot de Noordelijke huisgroep, een boerderijtype dat tevens voorkomt in Friesland en Groningen. Overeenkomstig is de opslag van hooi of de oogst tussen de centrale gebintstijlen, en de stal ingericht als Friese grupstal. Het verschil is dat stolpboerderijen doorgaans maar twee paar gebintstijlen (het vierkànt) hebben, terwijl de boerderijen in Friesland en Groningen uit meerdere paren gebintstijlen bestaan en dus groter zijn, zoals de stelpboerderij.

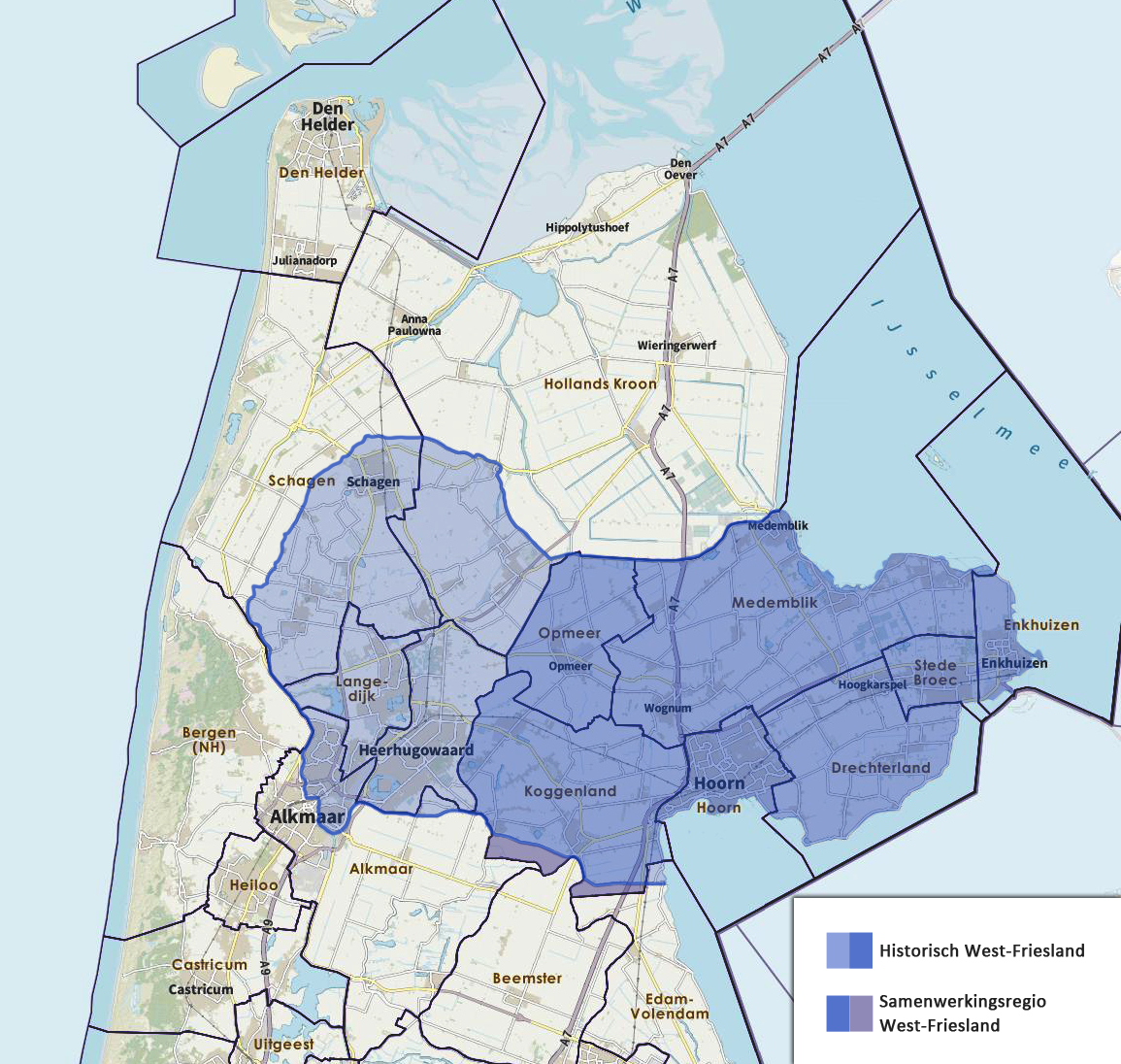
Historische regio en samenwerkingsregio West-Friesland aangegeven op een gemeentekaart (grenzen 2021)

## Samenwerkingsregio
West-Friesland (in deze context vaak gespeld als Westfriesland) is daarnaast een samenwerkingsregio in de regio West-Friesland. Het gebied komt overeen met het Streekplan voor Westfriesland-Oost van de provincie Noord-Holland uit 1969 en omvat de gemeenten Drechterland, Enkhuizen, Hoorn, Koggenland, Medemblik, Opmeer en Stede Broec.
De regio is een overblijfsel van het in 2005 opgeheven Samenwerkingsorgaan Westfriesland (SOW), een in 1968 opgerichte gemeenschappelijke regeling waarin de aangesloten gemeenten samenwerkten op het gebied van openbare diensten, zoals de politie, de brandweer (Regionale Brandweer Westfriesland), gezondheidszorg (GGD Westfriesland) en het ophalen van huisvuil (Centraal Afvalverwijderingsbedrijf, waarin ook de gemeente Wieringermeer deelnam). De meeste hiervan zijn inmiddels op een grotere schaal met andere regio's gefuseerd of verzelfstandigd. Hiermee kwam de grond voor het SOW te vervallen, en het SOW werd op 1 januari 2005 opgeheven. Enkele onderdelen van het voormalige SOW vormen thans zelfstandige gemeenschappelijke regelingen, waarin deze gemeenten deelnemen (onder meer het Recreatieschap Westfriesland en WerkSaam, dat de participatiewet uitvoert).
Het gebied van de voormalige samenwerkingsregio vormt ook het doelgebied voor de lokale omroep West-Friesland radio & televisie (met uitzondering van Hoorn en Enkhuizen waar deze niet op de kabel te ontvangen is).

### Nieuwe samenwerking
De zeven Westfriese gemeentes zijn in 2013 met ondersteuning van de provincie een samenwerking aangegaan met het doel de regio aantrekkelijker te maken en te versterken op het gebied van wonen, werken, onderwijs, bereikbaarheid en vrije tijd.

## Vlag op zee
In de achttiende eeuw, en mogelijk ook ervoor en erna, werd op zee de vlag van West-Friesland gevoerd door schepen die er hun thuishaven hadden.

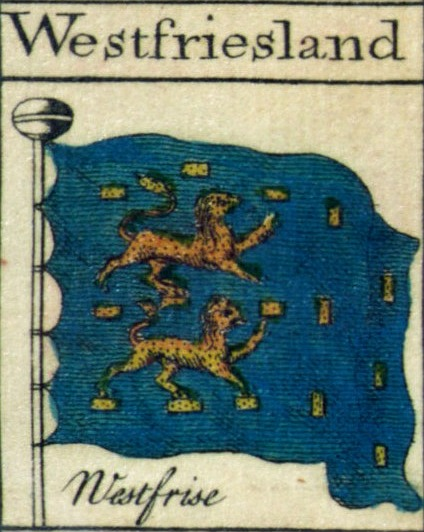
Vlag van West-Fiesland voor gebruik op zee, getekend in 1783